# Castillo de Tiebas

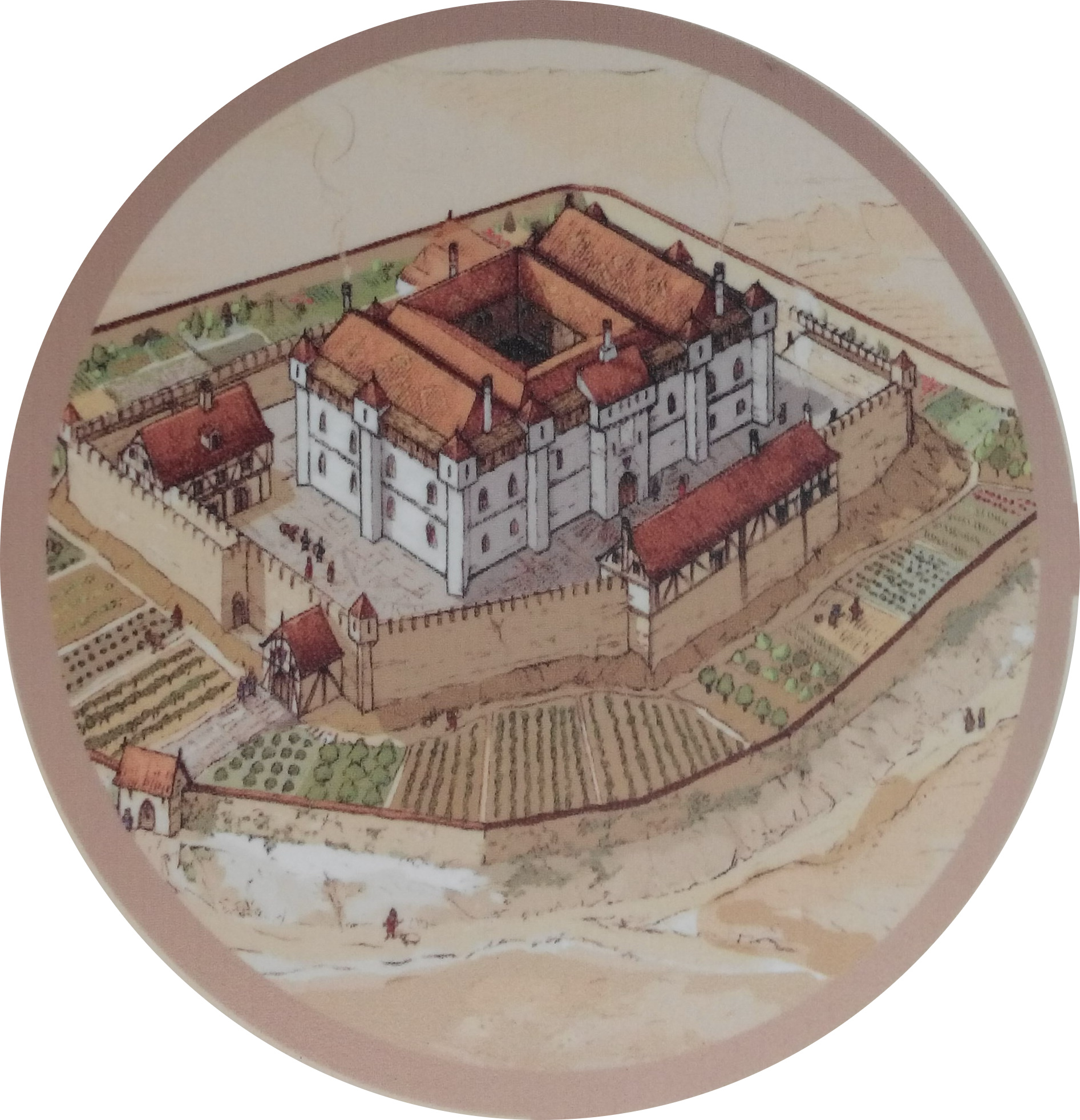
Recreación del edificio.

El castillo - palacio de Tiebas se corresponde con las ruinas de un castillo medieval de Navarra (España) asentado sobre una colina situada en la localidad de Tiebas-Muruarte de Reta junto a la Sierra de Alaiz. Fue un «importante edificio defensivo que sirvió de sede regia, centro administrativo, tesoro real y archivo documental de la monarquía navarra.»

## Ubicación
La ubicación del enclave tiene importancia estratégica al controlar el paso natural del acceso meridional a la Cuenca de Pamplona. Entre la Sierra del Perdón y la Sierra de Alaiz. El edificio se asienta en una elevación dominante del terreno ejerciendo un relevante control sobre los caminos que lo atraviesan: el Camino de Santiago, procedente de Sangüesa y Monreal, que se dirige hacia Puente la Reina, Estella y Viana, y el camino real que, partiendo de Pamplona, une la cuenca con la Merindad de Olite (Tafalla, Olite y el centro de Navarra) y la Merindad de la Ribera.
Hubo otra razón de peso en su construcción: el hecho de que Pamplona, aun siendo la capital del reino, era señorío episcopal por lo que los reyes carecían de las condiciones necesarias para desarrollar un aparato cortesano y administrativo adecuado, de mayor envergadura que el mantenido hasta entonces por Sancho el Fuerte en el castillo de Tudela. Necesitaban una posición próxima a Pamplona, que asegurara su control, y en la que pudieran desenvolverse sin ningún obstáculo.» Sería en 1319 cuando «el obispo Arnaldo de Barbazán traspasó al rey Felipe el Largo el dominio y jurisdicción de Pamplona». A partir de esta fecha fueron menores las estancias reales en el castillo aunque se mantuvo su cuidado durante algún tiempo más.

## Historia

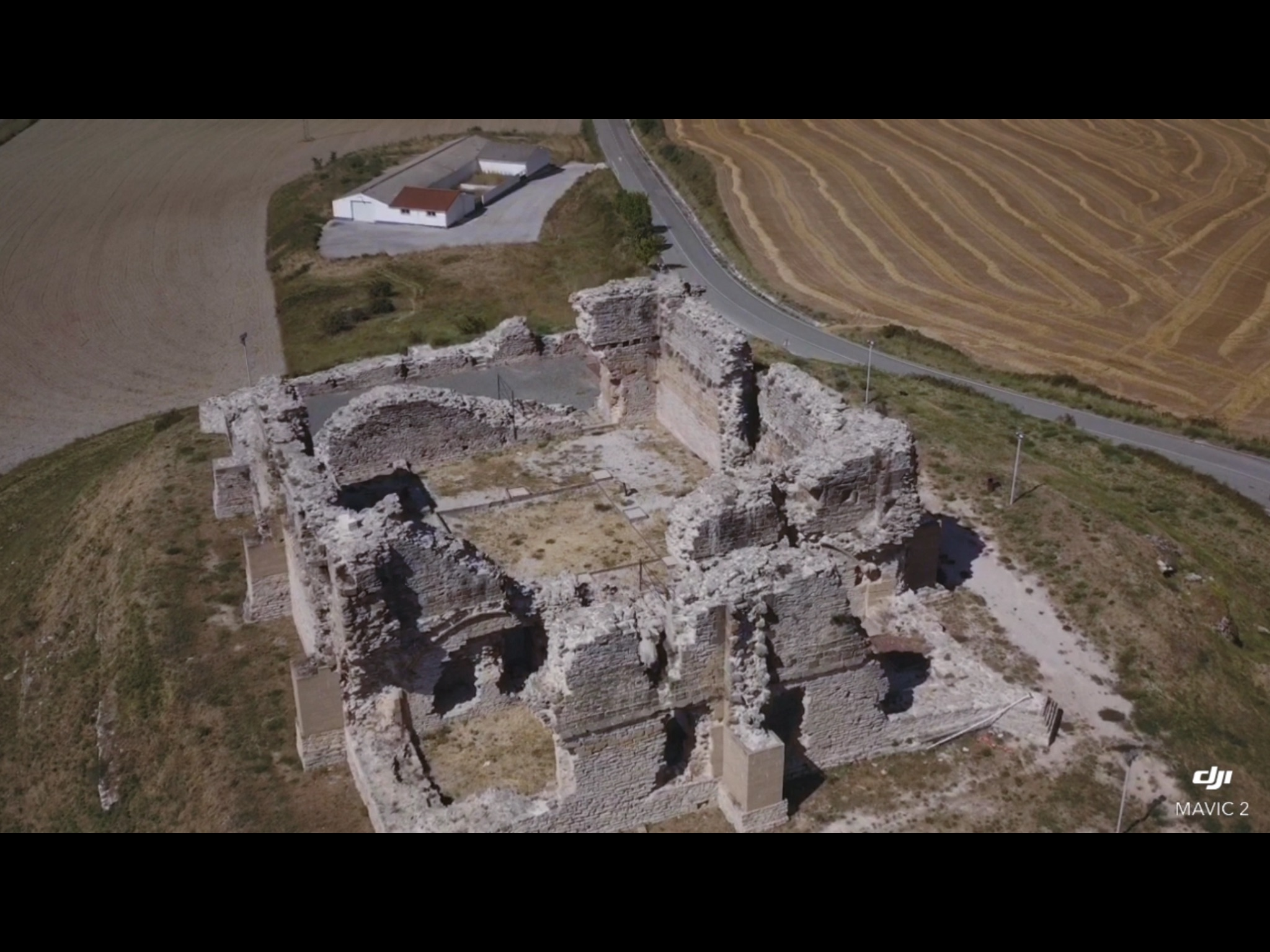
Vista aérea del castillo.

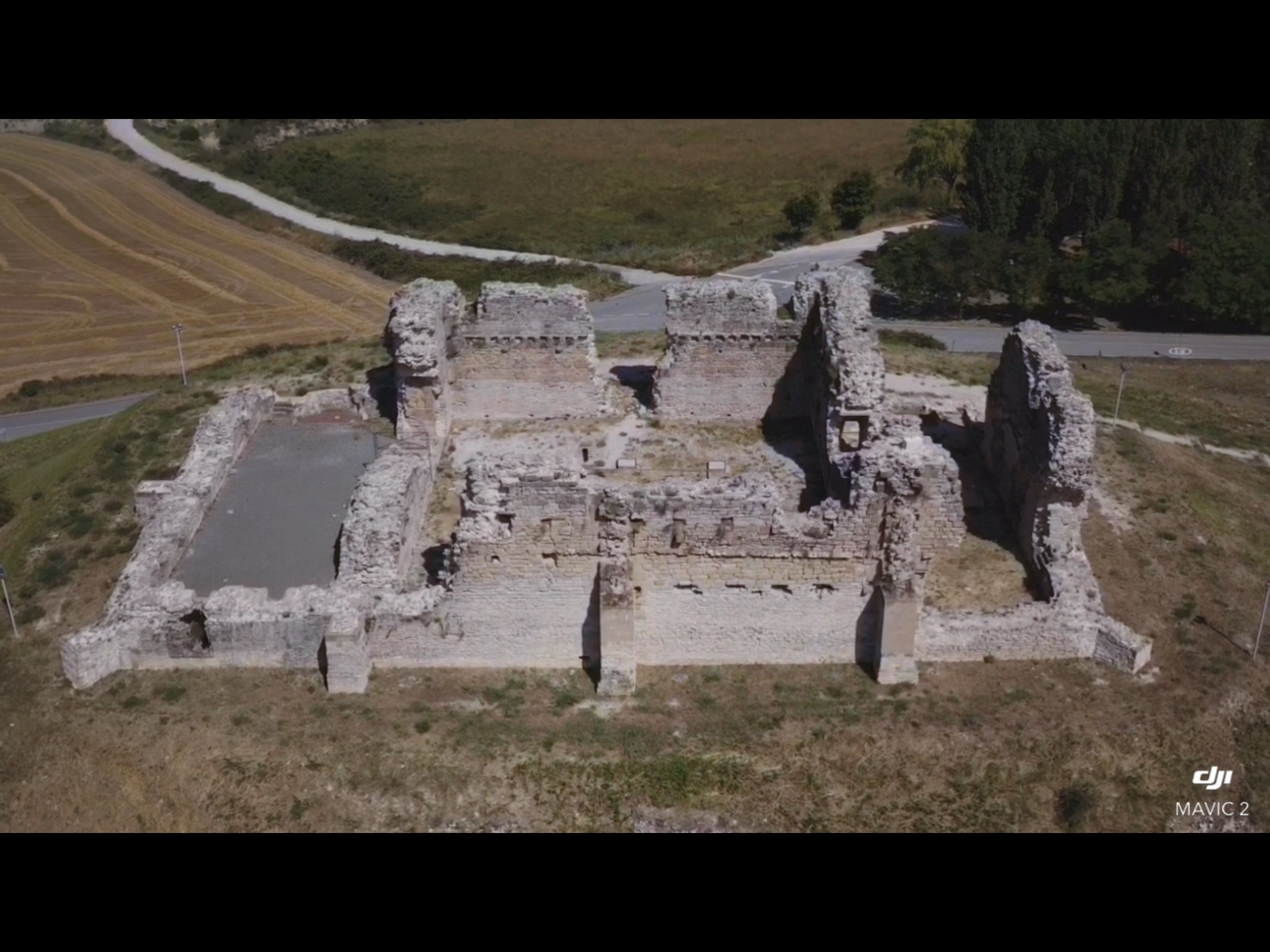
Vista aérea del castillo.

El historiador y especialista en el tema de castellología, Juan José Martinena Ruiz,  afirma en varios trabajos que «fue construido por Teobaldo I a mediados del siglo XIII». Aunque matiza en otros que «tradicionalmente se ha dicho que lo mandó erigir Teobaldo I de Champaña, aunque no faltan quienes atribuyen su construcción a Teobaldo II, que quiso tener un lugar seguro donde residir, a las puertas de Pamplona, por entonces todavía una ciudad de señorío episcopal. En todo caso, sus orígenes se remontan a mediados del siglo XIII y entre los años 1264 y 1269 sirvió de residencia temporal del rey y del senescal o gobernador del reino, sede de la tesorería y archivo de la cancillería real. También de prisión de estado.» En el origen de la atribución de la construcción a Teobaldo I están las afirmaciones de dos cronistas: Garci López de Roncesvalles, cuando a principios del siglo XIV afirma, al referirse a este monarca, que "este rey fizo el castillo de Tiebas". Poco después Carlos, príncipe de Viana, lo repite con las mismas palabras.

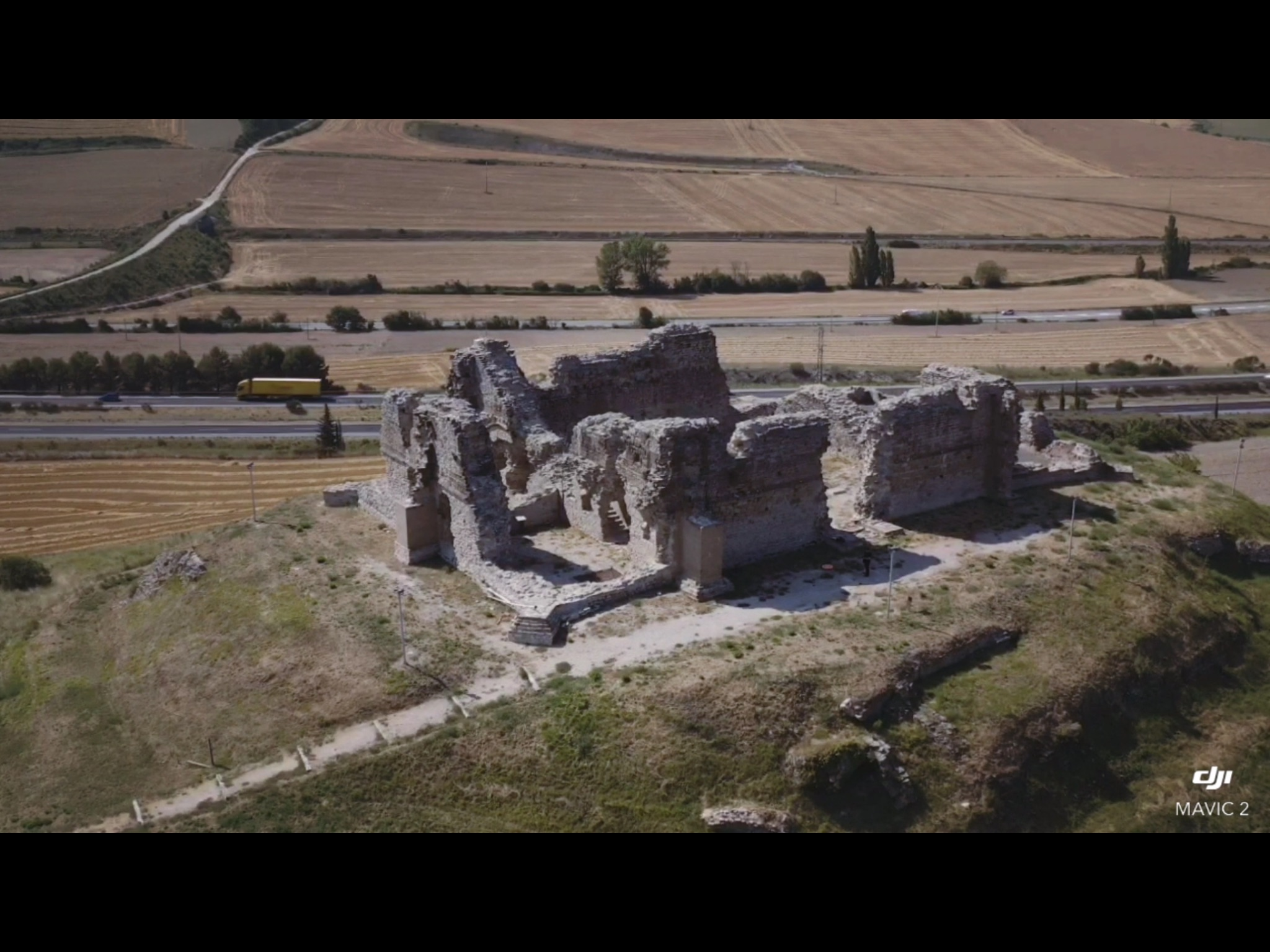
Castillo de Tiebas: vista aérea.

### Alcaides
En la documentación del siglo XIV era referida como alcayet la figura del alcaide real consistente en un «hidalgo o caballero,  a menudo originario de un palacio o casa solar de la comarca, a quien el rey confiaba durante el tiempo que estimase oportuno la guarda o retenencia de un castillo, de cuya seguridad y mantenimiento le hacía responsable. Incluso en tiempo de paz, tenía el deber de residir en él de forma permanente, con algunos hombres de armas que formaban una reducida guarnición, que se aumentaba en tiempo de guerra. En caso de no poder hacerlo, tenía la obligación de designar un lugarteniente que lo hiciera en su nombre.»
En los primeros años del siglo XIV era alcaide de la fortaleza Pedro de Maugrinón o Malgreñón, que percibía una retenencia de 100 sueldos y 25 cahíces. Hizo recubrir los graneros, establos y cámaras del rey, y reparar la fuente del palacio en 1306. Le sucedió García Miguel de Echarren en 1309, el cual hizo reparar las garitas o torrelas, que amenazaban ruina, en 1319. Dos años después, retejó las cámaras, arregló las paredes del granero, la sala del palacio y los pabellones. Seguía en su puesto hacia 1330.[cita requerida]
Durante el reinado de Carlos II, en 1356, tenía el alcaidío Juan de Monreal; por este tiempo se le pagaba un suplemento de 50 sueldos, para luminería de la capilla. En 1364, el rey confió la guarda del castillo a Salamón de Polbroc o Ponbrot, que tenía como guarda a Lope de Muru, y a partir de 1371 llevó a cabo importantes obras de reparación y acondicionamiento. En la incursión castellana de 1378, el castillo fue “desbaratado e perdido”, e incendiado por los enemigos. En los primeros años del siglo XV no se había reedificado todavía. Las cuentas de 1405 dicen escuetamente: “fue quemado et perdido al tiempo de la guerra”.[cita requerida]
En 1445, Juan II dio el castillo y pechas de Tiebas a Juan de Beaúmont, gran prior de San Juan en Navarra y hombre de confianza del Príncipe de Viana. Posiblemente se construyó la fábrica por este tiempo. De hecho, en 1450 se nombró nuevamente alcaide a Sancho de Erviti, escudero. Más tarde, entre 1460 y 1465, estuvo a cargo de Remón de Gárriz. Hacia 1490 lo tenía mosén Arnaut de Ozta, pasando después a Martín de Beaumont. En 1494, la guarnición beaumontesa fue sitiada con artillería por las tropas de Juan de Labrit, que lograron hacerse con la fortaleza. En 1499 dio el rey a Arnaut de Ozta 20 cahizadas de tierra anejas al castillo y pertenecientes al real patrimonio.[cita requerida]
En los últimos años del reinado de Juan de Labrit consta como alcaide mosén Beltrán de Lescún, copero real. A raíz de la conquista del Reino por Fernando el Católico, volvió a los Beaumont. Una relación de los castillos de Navarra, conservada en Simancas, dice del de Tiebas: “… es fortaleza llana y fue en otro tiempo Cámara de Comptos. Aportilláronla los franceses quando vinieron sobre Pamplona. Hála tornado a reparar Martín de Veamonte, diziendo que le pertenesce”.[cita requerida]
| Fecha | Alcaide                                                               | Notas                                                                 |
| ----- | --------------------------------------------------------------------- | --------------------------------------------------------------------- |
| 1259  | Joffre de Bourlemont                                                  | Senescal de Navarra                                                   |
| 1280  | Pierres lo Bretón                                                     |                                                                       |
| 1291  | Raol de Filibois                                                      |                                                                       |
| 1300  | Pedro Maugrinnon                                                      |                                                                       |
| 1309  | García Miguel de Echarren                                             |                                                                       |
| 1345  | Juan de Monreal                                                       |                                                                       |
| 1364  | Salamón de Polbroc                                                    | Guarda: Lope de Muru                                                  |
| 1378  | Se anotó que “en la guerra con Castilla quedó desbaratado et perdido” | Se anotó que “en la guerra con Castilla quedó desbaratado et perdido” |
| 1450  | Sancho de Erviti                                                      | Escudero                                                              |
| 1445  | Juan de Beaumont                                                      | Donado al gran prior de la Orden de San Juan                          |
| 1460  | Remón de Gárriz                                                       |                                                                       |
| 1475  | El hijo de mosén Arnaut de Ozta                                       |                                                                       |
| 1476  | Juan de Beaumont                                                      | “a la conformidad de la ciudad de Pamplona”                           |
| 1492  | Martín de Beaumont                                                    |                                                                       |
| 1509  | Beltrán de Lescún                                                     | Copero real                                                           |
| 1513  | Martín de Beaumont                                                    |                                                                       |

### Prisión
Eran habituales los calabozos y mazmorras en los castillos navarros siendo Tiebas un caso más. A pesar de la falta de noticias documentales sobre la duración de tal función al menos se tiene noticia por el trovador occitano Guillermo de Anelier de que, entre sus muros, estuvieron custodiados 26 presos en 1280 «por su participación en la rebelión de la Navarrería el año 1276, que terminó con su total destrucción por un ejército francés al mando de Eustaquio de Beaumarchais.» Muchos de ellos encontraron allí su final según recitaba:

E totz les autres fó en Tebas presonar

E morir de dolor e layntz languinar.
Y todos los demás en Tiebas los hizo encarcelar

Y murieron de dolor y languidecieron allí.
Guillermo de Anelier, siglo XIII, canto XCVIII

## Descripción
La construcción parece seguir el estilo gótico francés. De planta rectangular, el edificio constaría de dos pisos organizados en torno a un gran patio central de armas. Además de su carácter de fortaleza habría sido residencia de varios monarcas navarros así como del Archivo Real, sede de la Cámara de Comptos, prisión, etc.
Sobre una colina inmediata al pueblo, subsisten todavía las ruinas de la antigua fortaleza medieval que lo defendía. Lo construyó Teobaldo I a mediados del siglo XIII, y en algún tiempo hizo el papel de prisión del estado. En 1280 estaba a cargo de Juan Sánchez de Monteagudo; por entonces, había encerrados 26 presos, posiblemente desde la rebelión de la Navarrería.
A principios del siglo XIX, según un antiguo plano que se conserva, todavía se mantenía el castillo casi en su integridad, conservando incluso varios de sus antiguos garitones rematados en chapiteles puntiagudos emplomados. Tenía un patio de armas central y dos cuerpos o alas residenciales a ambos lados, con sus cámaras y chimeneas de estilo gótico. Los muros eran recios, con contrafuertes, y disponía de una muralla exterior de circunvalación. En la actualidad quedan algunos murallones arruinados, arranques de bóvedas con nervadura gótica, mutiladas y una bóveda subterránea de piedra.
Las excavaciones practicadas han sacado a la luz restos medievales de una bodega subterránea con su bóveda de piedra. Se sabe que la Casa de Champaña compró varias viñas y extendió el cultivo del vino en Navarra, introduciendo, con ello, nuevas cepas para la elaboración del llamado verjús.
En la actualidad quedan muros recios, con contrafuertes así como vestigios de la muralla exterior y arranques de bóvedas de nervadura gótica.

## Vistas del edificio

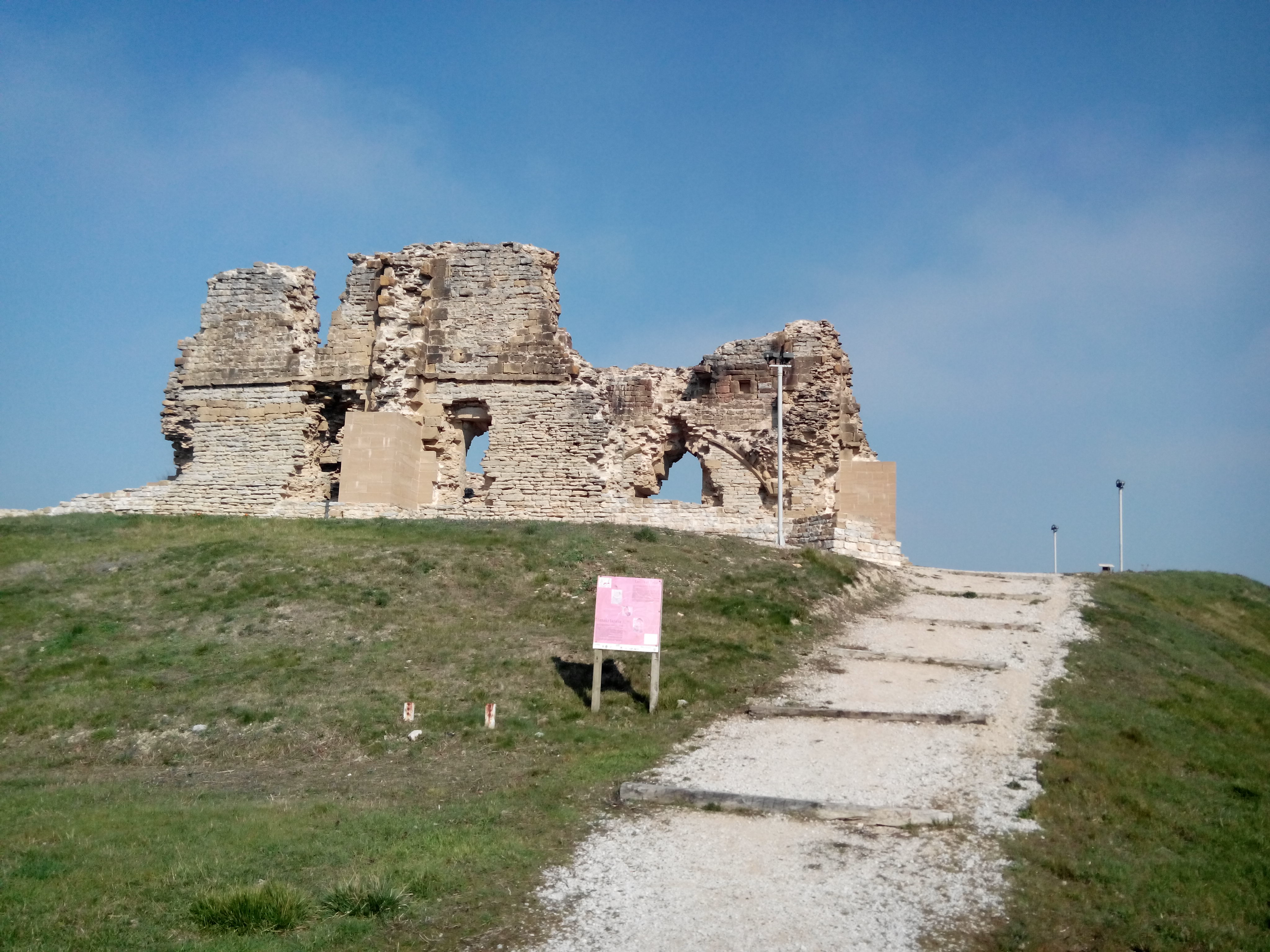
Vista del enclave
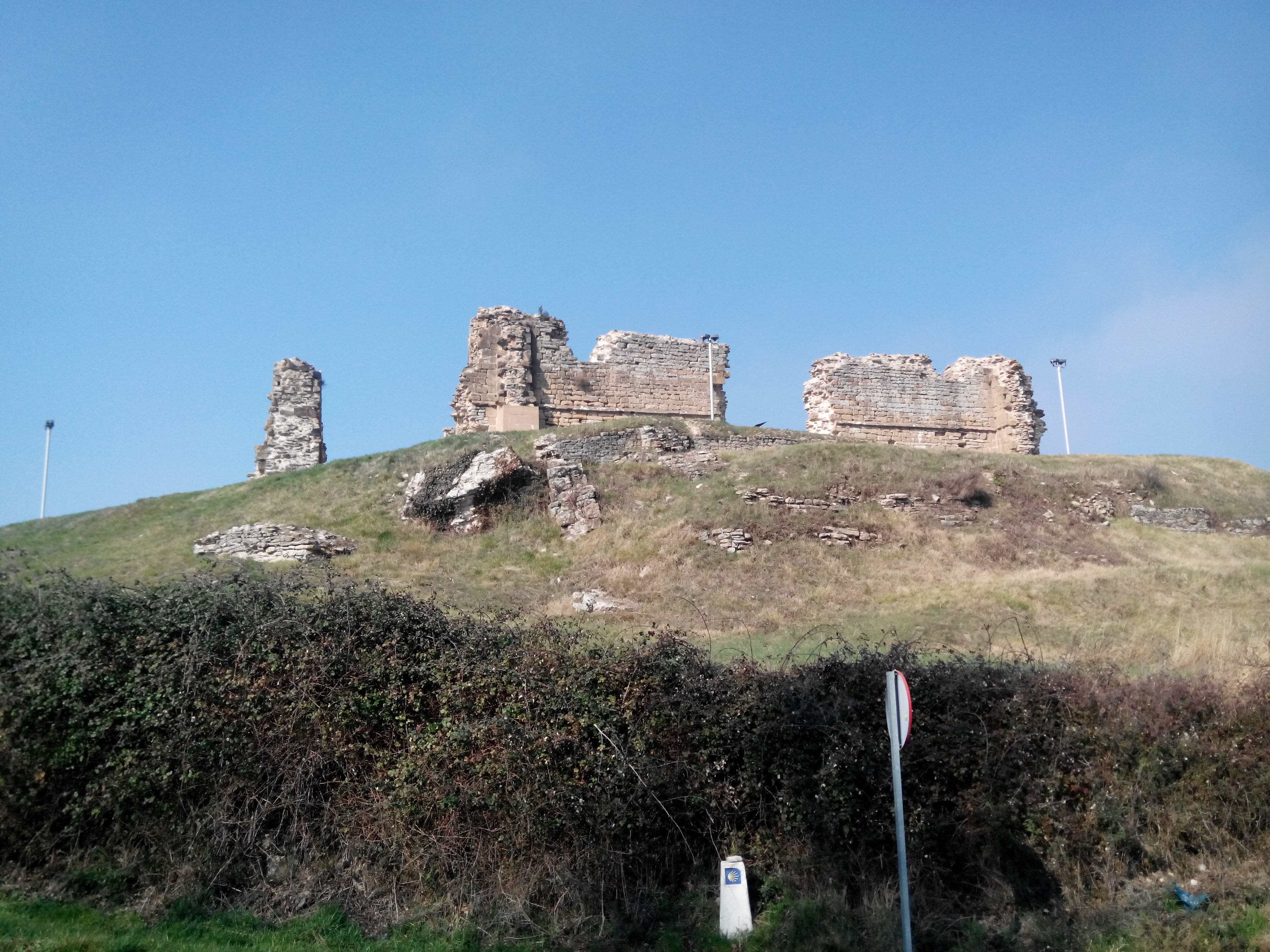
Vista del enclave
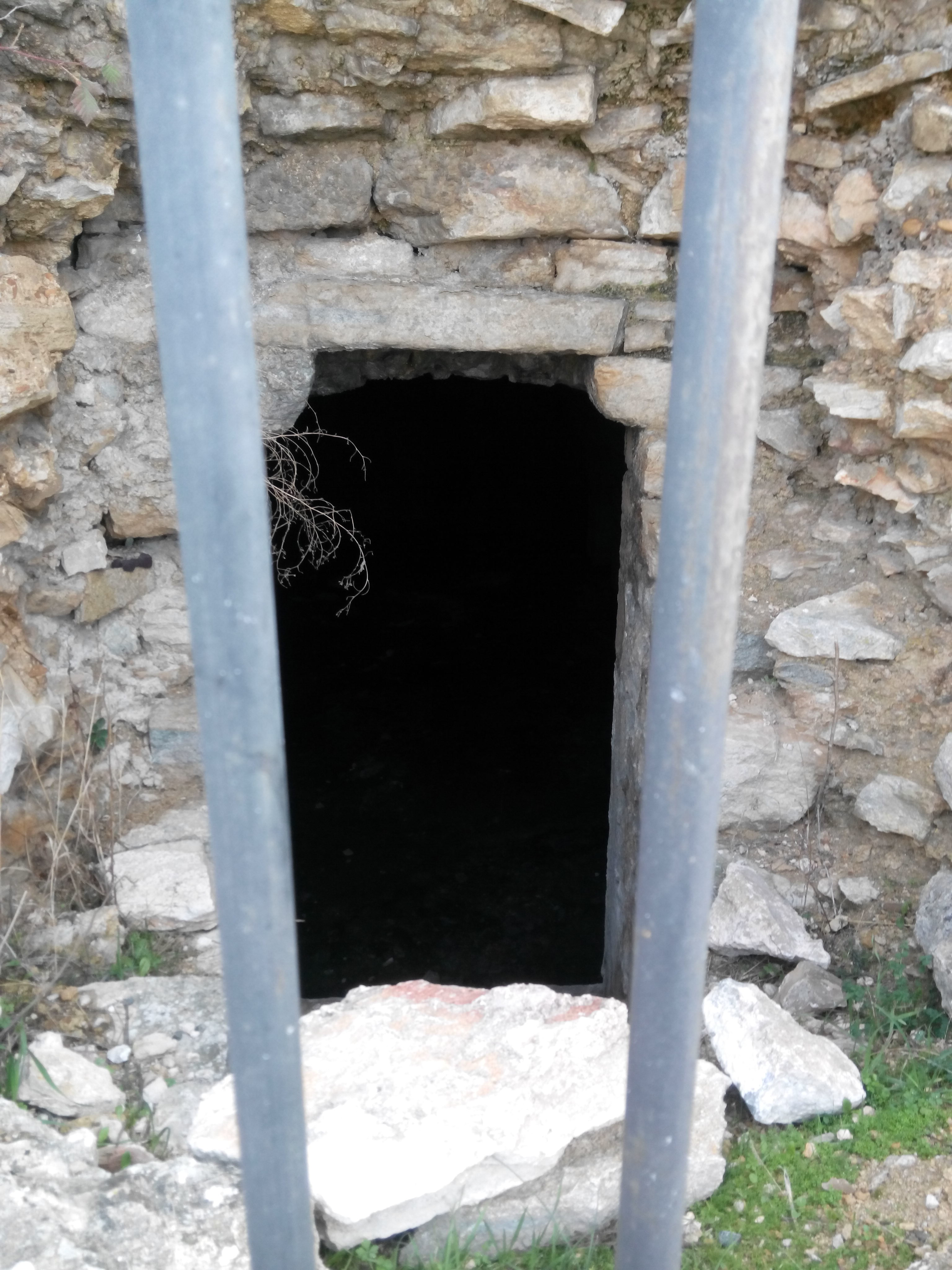
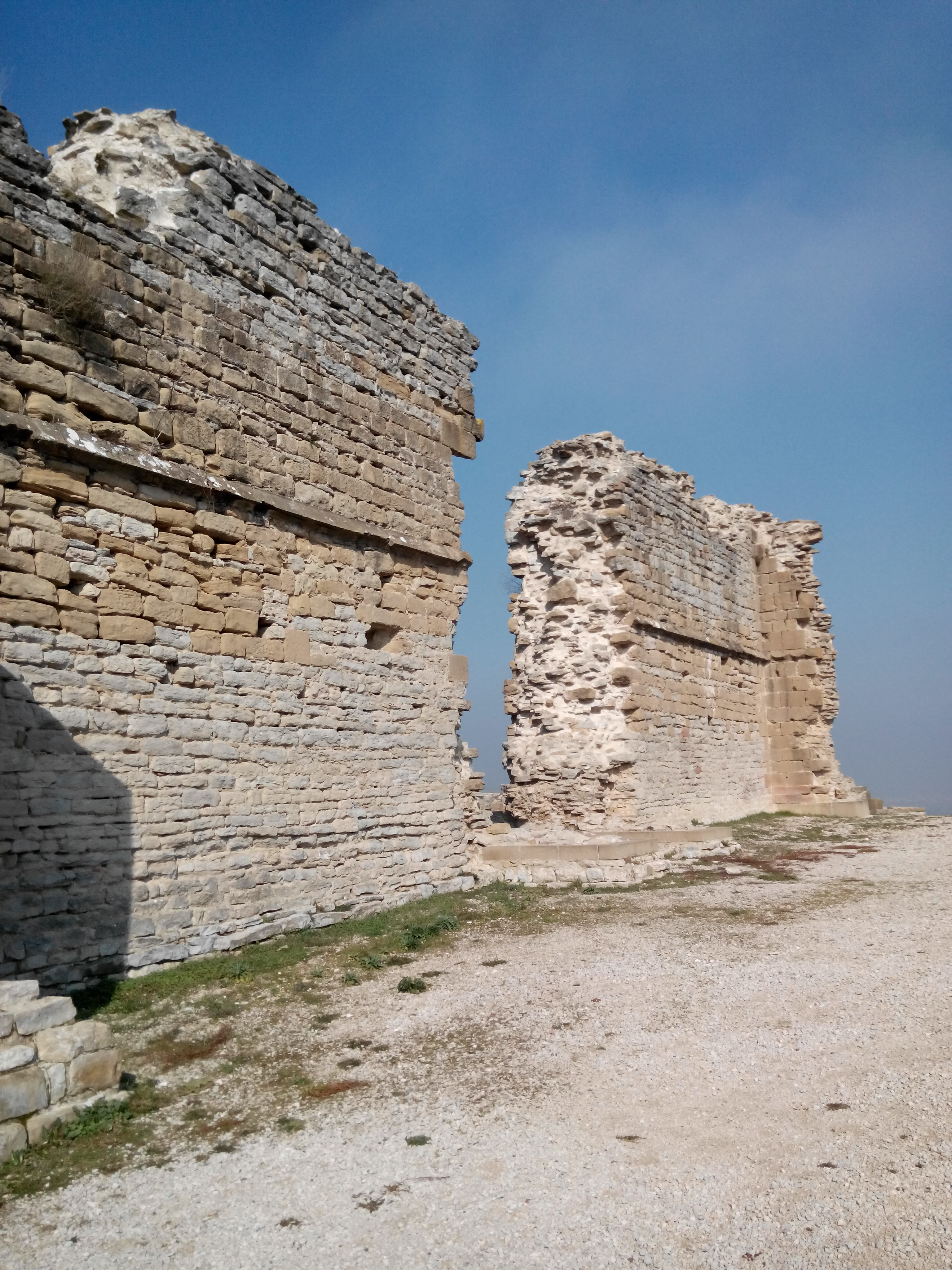
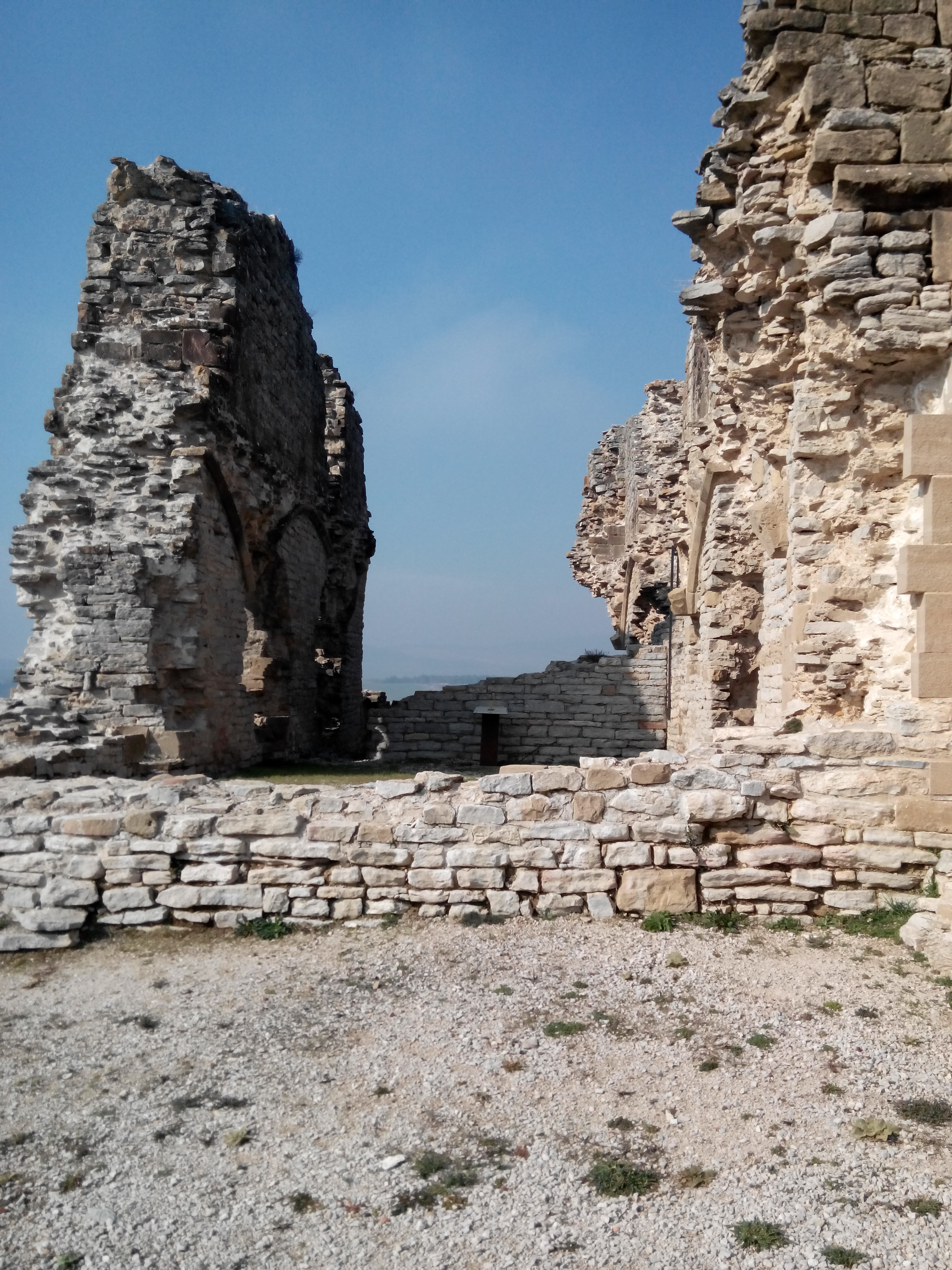
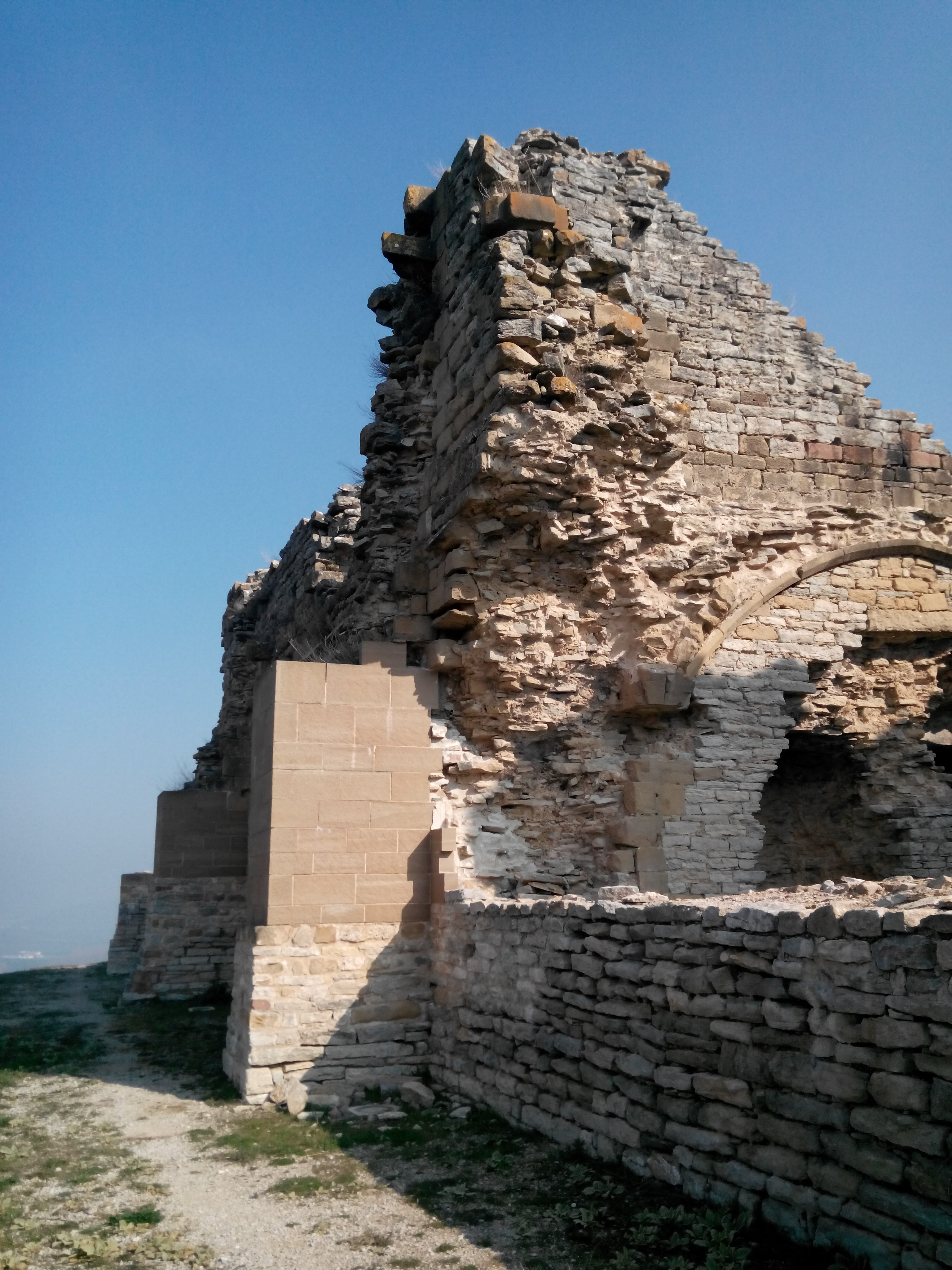
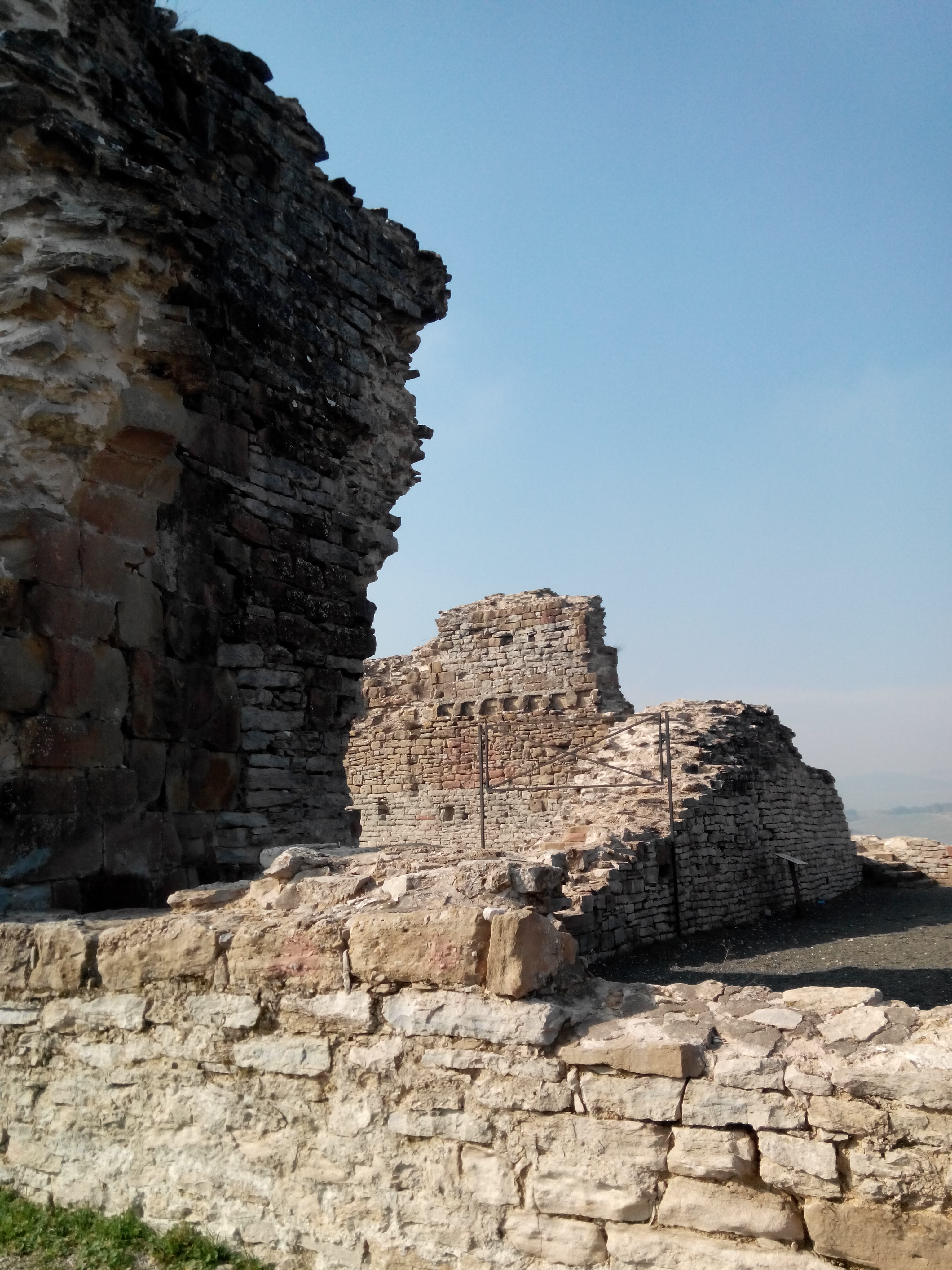
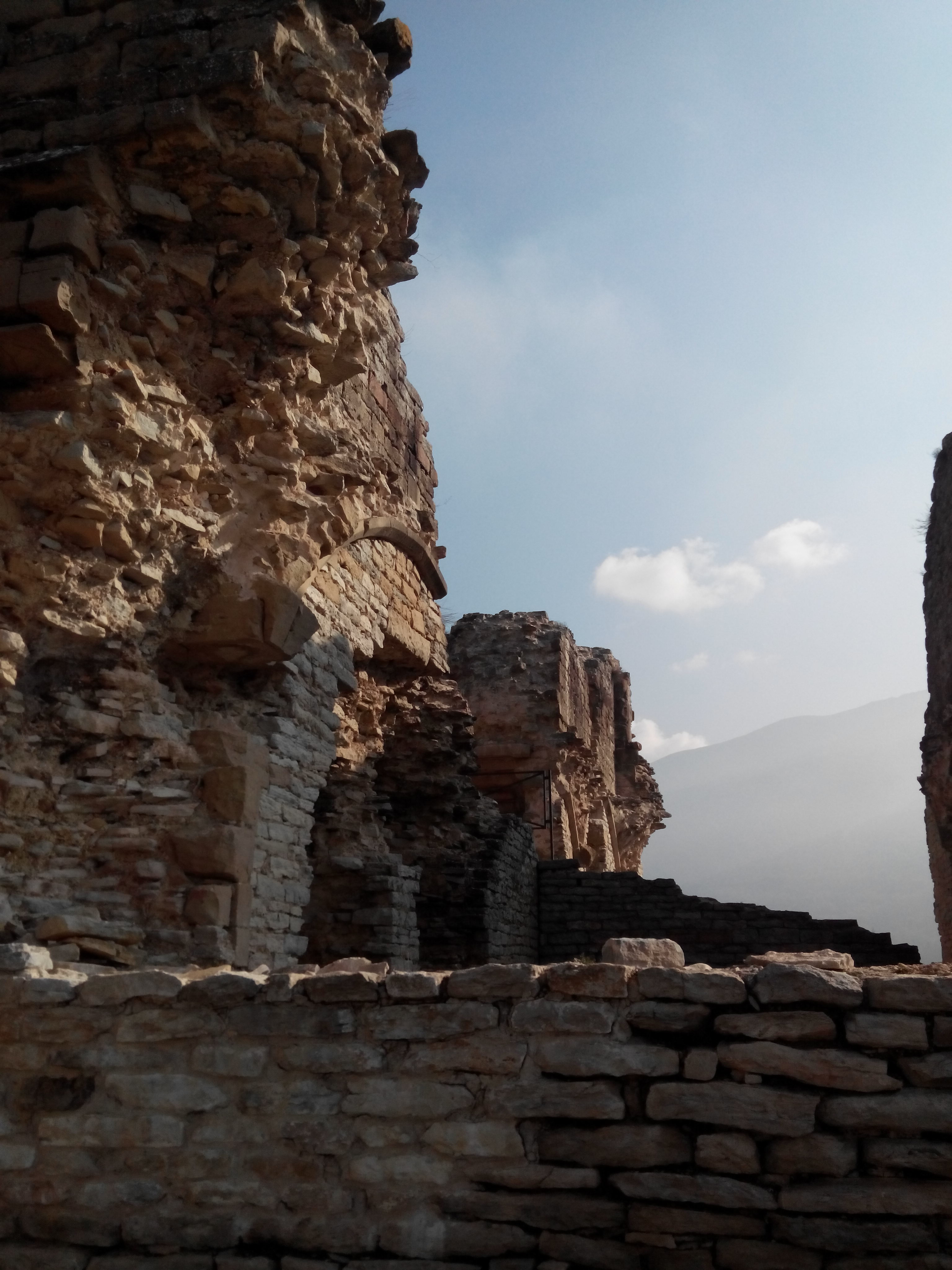